# Michael Michele
Michael Michele é uma atriz e designer de moda norte-americana.
Ficou mais conhecida pelo seu papel como a pediatra residente Cleo Finch na série de televisão ER. Participou de outras séries, como House, Law & Order, Law & Order: Special Victims Unit, Kevin Hill e de filmes como How to Lose a Guy in 10 Days. E também participa da série dinasty É casada e tem um filho.